# WTA-toernooi van Salt Lake City
Het WTA-toernooi van Salt Lake City was een tennistoernooi voor vrouwen dat in 1980 en van 1983 tot en met 1985 plaatsvond in de Amerikaanse stad Salt Lake City. De officiële naam van het toernooi was meestal Virginia Slims of Utah.
De WTA organiseerde het toernooi, dat werd gespeeld op hardcourt.
Er werd door 32 deelneemsters per jaar gestreden om de titel in het enkelspel, en door 16 paren om de dubbelspeltitel.

## Officiële namen
| 1980      | Women's Games          |
| 1983–1985 | Virginia Slims of Utah |

## Meervoudig winnaressen enkelspel
| speelster      | aantal titels | in de jaren |
| -------------- | ------------- | ----------- |
| Yvonne Vermaak | 2             | 1983, 1984  |

## Enkel- en dubbelspeltitel in één jaar
| speelster       | in het jaar |
| --------------- | ----------- |
| Virginia Ruzici | 1980        |
| Yvonne Vermaak  | 1983        |

## Finales

### Enkelspel
| Datum      | Naam                    | ($)           | Winnares        | Verliezend finaliste | Uitslag       |
| ---------- | ----------------------- | ------------- | --------------- | -------------------- | ------------- |
| 1980-09-08 | Women's Games           | 50.000        | Virginia Ruzici | Ivanna Madruga       | 6-1, 6-3      |
| 1981–1982  | geen toernooi           | geen toernooi | geen toernooi   | geen toernooi        | geen toernooi |
| 1983-09-12 | Ginny of Salt Lake City | 50.000        | Yvonne Vermaak  | Felicia Raschiatore  | 6-2, 0-6, 7-5 |
| 1984-09-10 | Ginny of Utah           |               | Yvonne Vermaak  | Terry Holladay       | 6-1, 6-2      |
| 1985-09-09 | Virginia Slims of Utah  | 75.000        | Stephanie Rehe  | Camille Benjamin     | 6-2, 6-4      |

### Dubbelspel
| Datum      | Naam                    | ($)           | Winnaressen                          | Verliezend finalistes          | Uitslag       |
| ---------- | ----------------------- | ------------- | ------------------------------------ | ------------------------------ | ------------- |
| 1980-09-08 | Women's Games           | 50.000        | Virginia Ruzici Pam Teeguarden       | Barbara Jordan JoAnne Russell  | 6-4, 7-5      |
| 1981–1982  | geen toernooi           | geen toernooi | geen toernooi                        | geen toernooi                  | geen toernooi |
| 1983-09-12 | Ginny of Salt Lake City | 50.000        | Cláudia Monteiro Yvonne Vermaak      | Amanda Brown Brenda Remilton   | 6-1, 3-6, 6-4 |
| 1984-09-10 | Ginny of Utah           |               | Anne Minter Elizabeth Minter         | Heather Crowe Robin White      | 6-1, 6-2      |
| 1985-09-09 | Virginia Slims of Utah  | 75.000        | Svetlana Tsjerneva Larisa Savtsjenko | Rosalyn Fairbank Beverly Mould | 7-5, 6-2      |

ITF-toernooien (mannen en vrouwen)

ATP-toernooien (mannen) – ATP-seizoen 2025

WTA-toernooien (vrouwen) – WTA-seizoen 2025

Voormalige toernooien mannen
Voormalige toernooien vrouwen
Voormalige amateurtoernooien